# Toni Ebel
Toni Ebel (Berlijn, 10 november 1881 - Berlijn, 9 juni 1961), geboren als Hugo Otto Arno Ebel, was een kunstenares en transgender vrouw. Ze was een van de eerste transgender vrouwen die een geslachtsbevestigende operatie onderging bij het Institut für Sexualwissenschaft. Als kunstenares zou ze in de jaren 1950 in de Duitse Democratische Republiek enig succes hebben.

## Vroege leven
Ebel werd in 1881 geboren in Berlijn als eerste kind van een koopman en zijn echtgenote. Het gezin, dat evangelisch was, was erg groot; na Ebel werden nog tien kinderen geboren. Ebel toonde al op jonge leeftijd wat in deze tijd werd gezien als 'vrouwelijk' gedrag. Dit werd in haar familie echter niet geaccepteerd; toen ze op haar negentiende vrouwelijke kleding kocht en een pruik, werden deze door haar familieleden verbrand. In 1901 komt het tot een confrontatie toen Ebel verliefd werd op een man. Ze vertrok van huis en begon Europa rond te reizen en sloot zich tot 1903 aan bij een rijke Amerikaan die haar reizen financierde en wellicht haar minnaar was. In 1903 stierf hij, waarna ze tot 1908 alleen verder reisde. Begin 20ste eeuw begon ze zich ook te bekwamen in het schilderen en volgde hiertoe een opleiding.
Tussen 1908 en 1910 woonde ze weer in Duitsland, onder andere in München en Dresden. In 1910 vertrok ze weer naar Berlijn. In Duitsland besloot Ebel toch weer aan de sociale druk toe te geven en als man te leven. Ze trouwde in 1911 met Olga Boralewski (1873-1928), maar het was een diepongelukkig huwelijk, waarin Ebel door Boralewski mishandeld werd. Uit het huwelijk werd een zoon geboren. Ebel zakte gedurende het huwelijk weg in een diepe depressie en deed verschillende zelfmoordpogingen.
In 1916 werd ze, onder invloed van de Eerste Wereldoorlog, opgeroepen voor het Duitse leger. Ze raakte betrokken bij het Maas-Argonneoffensief en vocht meer specifiek mee in de Tweede Slag bij Champagne. Ze zou, onder invloed van shellshock, maar huis worden gestuurd met een klein militair pensioen. Ze besloot als technisch tekenaar te gaan werken en raakte in 1925 betrokken bij de Unabhängige Sozialdemokratische Partei Deutschlands. Ze schoof hierbij naar links op; ze was al eerder betrokken bij de Sozialdemokratische Partei Deutschlands. Olga werd intussen ziek en stierf, na verpleegd te zijn door Ebel, in 1928. Hierna besloot Ebel weer als vrouw door het leven te gaan.

## Invloed van het Instituut
Vanaf 1928 trok Ebel ook meer op met de Duits-Amerikaanse Charlotte Charlaque, een transvrouw die op dat moment al in contact was met en werkte voor het Institut für Sexualwissenschaft. Via Charlaque raakte Ebel in contact met het instituut en Magnus Hirschfeld, de oprichter van het Instituut. Tussen 1922 en in 1931 had Dora Richter op het instituut al enige geslachtsbevestigende operaties ondergaan en was zij daarmee de eerste persoon geworden die dergelijke ingrepen gezond doorstond. Voor Ebel volgde het Instituut een vergelijkbaar pad. In 1928 ontving zij een Transvestitenschein, een pas waarmee zij minder risico liep wanneer zij zich in vrouwenkleding vertoonde; immers, travestie was illegaal in deze tijd.
Vervolgens veranderde ze in 1930 haar naam - hoewel haar verzoek voor de naam 'Annie' niet ingewilligd werd - en volgden in twee jaar tijd een reeks van vijf operaties, uitgevoerd door doktoren Erwin Gohrbandt, Felix Abraham en Ludwig Levy-Lenz. De precieze operaties die zij onderging zijn waarschijnlijk door de Boekverbranding in nazi-Duitsland niet geheel duidelijk. Mogelijk volgden de artsen een wat conservatievere route dan bij Lili Elbe, die naast de castratie, penectomie en vaginoplastiek die Richter onderging, ook gedoneerde eierstokken en een rudimentaire baarmoeder getransplanteerd kreeg, vermoedelijk omdat zij een sterke kinderwens had. Elbe stierf na 14 maanden aan de gevolgen van deze laatste operaties. Dat Ebel de operaties in goed egezondheid overleefde, wijst erop dat zij een behandeling vergelijkbaar met die van Richter onderging. Om de operaties te kunnen bekostigden, werkte en woonde ze een tijdlang in het Instituut.

## Met Charlotte Charlaque in ballingschap
Charlaque, die Joods was, en Ebel raakten nauw bij elkaar betrokken. Zij waren op zijn minst vriendinnen, hoewel veel bronnen ook wel aan hen refereren als geliefden. Ebel zou zich tot het jodendom bekeren in 1933, het jaar dat de nazi's aan de macht kwamen. Hiermee kwam haar leven nog verder in gevaar, ze was niet alleen joods, maar ook trans, en had wellicht zelfs een relatie met een andere transvrouw. Zowel Charlaque en Ebel waren daardoor een doelwit voor de nazi's.
Hirschfeld was in 1930 al naar het buitenland gegaan voor een lezingentour en had besloten niet terug te komen. In 1934 kregen Charlaque en Ebel te horen dat ze door de nazi's in de gaten werden gehouden, waarna ze - met Joodse hulp - besloten te vluchten naar Karlsbad. In 1936 vertrokken ze naar Brno, waar ze tot 1939 bleven. Vooral Ebel werd hier als Duitse met de nek aangekeken. In Brno troffen Ebel en Charlaque ook Karl Giese, de archivaris van het Instituut en partner van Hirschfeld. Hij was eveneens naar het buitenland gevlucht. De Duitse inval in Tsjecho-Slowakije maakte hun positie in 1939 een stuk precairder, waarna de dames naar Praag vertrokken waar ze twee Joodse onderduikers huisvestten. Al deze tijd voorzagen Charlaque en Ebel zich in hun levensonderhoud door taallessen (Charlaque) en het verkopen van schilderijen (Ebel). Op 19 maart 1942, de dag van Charlaque en Ebels tienjarig samenzijn, wordt de etnisch Joodse Charlaque gevangen genomen en naar de kampen gebracht. De bekeerde Ebel mag in Praag blijven en vertelt de autoriteiten dat Charlaque Amerikaans is. Daardoor wordt zij gered van de kampen en uitgezet naar Amerika, terwijl Ebel haar niet mag nareizen van de nazi-regering. Charlaque en Ebel zullen elkaar nooit meer fysiek treffen, maar schrijven de rest van hun leven brieven aan elkaar.

## Na de oorlog

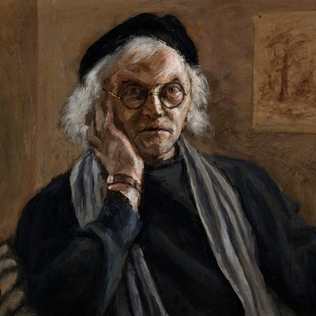
Zelfportret van Toni Ebel, omstreeks 1955

Na de overwinning op de Duitsers werd Ebel verdreven uit Tsjecho-Slowakije. Ze maakte een zware tocht terug naar Berlijn, met niets anders dan de spullen die ze op het moment van haar verdrijving al bij zich had. In 1947 werd ze als slachtoffer van het fascisme erkend, wat haar in staat stelde een schadeloosstelling van de Duitse Democratische Republiek te ontvangen. Ze vestigde zich in het Oostelijk deel van Berlijn, waar ze enige bekendheid verwierf met haar schilderijen en zou tot aan haar dood op 9 juni 1961 in de DDR blijven. Ze stierf op 80-jarige leeftijd.

## Nalatenschap
In 2023 hield het Zentrum für verfolgte Künste een tentoonstelling met schilderijen van Ebel.
- Gemeinsame Normdatei: 1245087673
- Virtual International Authority File: 119163631427323690002